# Вестчестер (Іллінойс)
Вестчестер (англ. Westchester) — селище (англ. village) в США, в окрузі Кук, західне передмістя Чикаго у штаті Іллінойс. Населення — 16 892 особи (2020).

## Географія
Вестчестер розташований за координатами 41°50′57″ пн. ш. 87°53′26″ зх. д. / 41.84917° пн. ш. 87.89056° зх. д. (41.849198, -87.890618).  За даними Бюро перепису населення США в 2010 році селище мало площу 9,55 км², уся площа — суходіл.

## Демографія
Згідно з переписом 2010 року, у селищі мешкало 16 718 осіб у 6865 домогосподарствах у складі 4626 родин. Густота населення становила 1751 особа/км².  Було 7219 помешкань (756/км²).
Расовий склад населення:
| - 74,4 % — білих - 14,3 % — чорних або афроамериканців - 4,0 % — азіатів - 0,3 % — корінних американців - 5,3 % — осіб інших рас |

До двох чи більше рас належало 1,8 %. Частка іспаномовних становила 14,9 % від усіх жителів.
За віковим діапазоном населення розподілялося таким чином: 19,7 % — особи молодші 18 років, 58,2 % — особи у віці 18—64 років, 22,1 % — особи у віці 65 років та старші. Медіана віку мешканця становила 46,2 року. На 100 осіб жіночої статі у селищі припадало 88,2 чоловіків;  на 100 жінок у віці від 18 років та старших — 84,8 чоловіків також старших 18 років.
Середній дохід на одне домашнє господарство  становив 84 900 доларів США (медіана — 71 479), а середній дохід на одну сім'ю — 100 272 долари (медіана — 88 399). Медіана доходів становила 60 806 доларів для чоловіків та 51 539 доларів для жінок. За межею бідності перебувало 6,5 % осіб, у тому числі 10,6 % дітей у віці до 18 років та 6,2 % осіб у віці 65 років та старших.
Цивільне працевлаштоване населення становило 8173 особи. Основні галузі зайнятості: освіта, охорона здоров'я та соціальна допомога — 23,9 %, науковці, спеціалісти, менеджери — 11,4 %, виробництво — 10,4 %, роздрібна торгівля — 9,7 %.

## Відомі люди
Уродженці
- Кетрін Ган — американська акторка та комедіантка.

Мешканці
- Філіп Капуто — американський новеліст та журналіст, ветеран В'єтнамської війни.
- Айзея Томас — американський професіональний баскетболіст.